# Scutigeridae
Scutigeridae là một họ rết. Nó bao gồm hầu hết các loài được biết đến như con rết nhà, bao gồm cả Scutigera coleoptrata và Allothereua maculata. Nó bao gồm các chi sau:
- Allothereua Verhoeff, 1905
- Ballonema Verhoeff, 1904
- Ballonemella Verhoeff, 1944
- Brasiloscutigera Bücherl, 1939
- Diplacrophor Chamberlin, 1920
- Gomphor Chamberlin, 1944
- Microthereua Verhoeff, 1905
- Parascutigera Verhoeff, 1904
- Pesvarus Würmli, 1974
- Phanothereua Chamberlin, 1958
- Podothereua Verhoeff, 1905
- Prionopodella Verhoeff, 1925
- Prothereua Verhoeff, 1925
- Scutigera Lamarck, 1801
- Tachythereua Verhoeff, 1905
- Thereuella Chamberlin, 1955
- Thereuonema Verhoeff, 1904
- Thereuopoda Verhoeff, 1904
- Thereuopodina Verhoeff, 1905
- Thereuoquima Bücherl, 1949